# غورغي ديانغ
غورغي ديانغ (بالفرنسية: Gorgui Dieng)‏ مواليد 18 يناير 1990، هو لاعب كرة سلة سنغالي يلعب مع فريق مينيسيوتا تيمبر وولفز في الرابطة الوطنية لكرة السلة ويحمل الرقم 5. يبلغ طوله 6 قدم 11 بوصة (2.1 م).

## فرق لعب لها
- مينيسيوتا تيمبر وولفز

## روابط خارجية
- غورغي ديانغ على موقع الاتحاد الدولي لكرة السلة (الإنجليزية)
- غورغي ديانغ على موقع إن بي أي (الإنجليزية)
- غورغي ديانغ على موقع سبورتس رفرنس (الإنجليزية)
- غورغي ديانغ على موقع كرة السلة الأوروبية.كوم (الإنجليزية)
- غورغي ديانغ على موقع إي إس بي إن.كوم (الإنجليزية)
- غورغي ديانغ على موقع كلية كرة السلة في سبورتس رفرنس.كوم (الإنجليزية)
- غورغي ديانغ على موقع ريلجم (الإنجليزية)
- غورغي ديانغ على موقع بروبوليرز (الإنجليزية)
- غورغي ديانغ على موقع سبورتس رفرنس (الإنجليزية)